# Daniel Bichlmann
Daniel Bichlmann (* 18. August 1988 in Siegsdorf) ist ein deutscher Radrennfahrer.
Bichlmann fuhr in den Jahren 2014 bis 2018 für das deutsche UCI Continental Team Bike Aid. Sein größter Erfolg in dieser Zeit war ein Sieg auf einer Etappe der Tour du Cameroun, bei der er auch Achter der Gesamtwertung wurde.
Zur Saison 2021 wechselte Bichlmann zur Mannschaft Maloja Pushbikers, ebenfalls ein UCI Continental Team. Als Gastfahrer beim Schweizer Clubteam KIBAG-OBOR-CKT bestritt er die Tour du Faso. Er gewann die fünfte Etappe, übernahm nach der achten Etappe die Gesamtführung und gewann schließlich die Gesamtwertung dieser zehntägigen Rundfahrt.
Von Beruf ist Daniel Bichlmann Schornsteinfeger.

## Erfolge
2014
- eine Etappe Tour du Cameroun

2021
- Gesamtwertung und eine Etappe Tour du Faso